# العلاقات الأندورية البيلاروسية
العلاقات الأندورية البيلاروسية هي العلاقات الثنائية التي تجمع بين أندورا وروسيا البيضاء.

## مقارنة بين البلدين
هذه مقارنة عامة ومرجعية للدولتين:
| وجه المقارنة                                              | أندورا                                                     | روسيا البيضاء                    |
| --------------------------------------------------------- | ---------------------------------------------------------- | -------------------------------- |
| المساحة (كم2)                                             | 468                                                        | 207.60 ألف                       |
| عدد السكان (نسمة)                                         | 76.18 ألف                                                  | 9.50 مليون                       |
| الكثافة السكانية (ن./كم²)                                 | 16.28 ألف                                                  | 45.76                            |
| العاصمة                                                   | أندورا لا فيلا                                             | مينسك                            |
| اللغة الرسمية                                             | اللغة الكتالونية                                           | اللغة البيلاروسية، اللغة الروسية |
| العملة                                                    | يورو                                                       | روبل بلاروسي                     |
| الناتج المحلي الإجمالي (بليون دولار)                      | 3.01 مليار                                                 | 54.44 مليار                      |
| الناتج المحلي الإجمالي (تعادل القوة الشرائية) بليون دولار |                                                            | 168.35 مليار                     |
| الناتج المحلي الإجمالي الاسمي للفرد دولار أمريكي          |                                                            | 5.74 ألف                         |
| الناتج المحلي الإجمالي للفرد دولار أمريكي                 |                                                            | 18.18 ألف                        |
| مؤشر التنمية البشرية                                      | 0.858                                                      | 0.798                            |
| رمز المكالمات الدولي                                      | +376                                                       | +375                             |
| رمز الإنترنت                                              | .ad                                                        | .by، .бел                        |
| المنطقة الزمنية                                           | ت ع م+01:00، توقيت وسط أوروبا، ت ع م+02:00، أوروبا/أندورا ‏ | ت ع م+03:00                      |

## منظمات دولية مشتركة
يشترك البلدان في عضوية مجموعة من المنظمات الدولية، منها:
| علم المنظمة | اسم المنظمة                    | تاريخ انضمام أندورا | تاريخ انضمام روسيا البيضاء |
| ----------- | ------------------------------ | ------------------- | -------------------------- |
|             | منظمة الشرطة الجنائية الدولية  | ?                   | ?                          |
|             | منظمة الأمن والتعاون في أوروبا | 25 أبريل 1996       | 30 يناير 1992              |
|             | يونسكو                         | 20 أكتوبر 1993      | 12 مايو 1954               |
|             | منظمة حظر الأسلحة الكيميائية   | ?                   | ?                          |
|             | الأمم المتحدة                  | 28 يوليو 1993       | 24 أكتوبر 1945             |
|             | الاتحاد الدولي للاتصالات       | 12 نوفمبر 1993      | 7 مايو 1947                |

## وصلات خارجية
- موقع وزارة الخارجية الأندورية
- موقع وزارة الخارجية البيلاروسية